# China del Noreste
China del Noreste (en chino tradicional, 中國東北; en chino simplificado, 中国东北; pinyin, Zhōngguó Dōngběi), o Dongbei, es una de las seis regiones geográficas en las que se divide la República Popular China que abarca, a nivel provincial, las provincias Heilongjiang, Jilin y Liaoning y se extiende por el noreste de China, separada de Rusia por los ríos Amur, Argun y Ussuri, de Corea del Norte por los ríos Yalu  y Tumen y de la región china de Mongolia Interior por la cordillera del Gran Khingan. También corresponde, históricamente, con la región conocida –fundamentalmente fuera de China– como «Manchuria». La región está separada del Lejano Oriente de Rusia al norte en gran parte por los ríos Amur, Argún y Ussuri, de Corea del Norte al sur por el río Yalu y el río Tumen, y de la región autónoma de Mongolia Interior, y al oeste por el Gran Khingan. El corazón de la región es la llanura del noreste de China.
En el contexto del Plan de Revitalización del Área Noreste por el Consejo de Estado de la República Popular China, cinco ciudades a nivel de prefectura del este de Mongolia Interior, a saber Xilin Gol, Chifeng, Tongliao, Hinggan y Hulunbuir, también se definen formalmente como parte del Nordeste. La región es casi congruente con algunas definiciones de «Manchuria» en el uso histórico extranjero.
Otro término para el área es el de Guandong (关东 / 關東, Guāndōng), que significa «al este del paso», en referencia al famoso Paso Shanhai entre la provincia de Liaoning y la vecina provincia de Hebei (y también China del Norte) al oeste. Este nombre también fue utilizado por los colonizadores japoneses de ocupación que se refieren a su territorio arrendado de Dalian después del Tratado de Shimonoseki de 1895, como el Kuantung Chou (関東州), que dio nombre al ocupante Ejército de Kwantung, que más tarde fue movilizado para establecer el estado títere de Manchukuo.

## Divisiones administrativas

### Provincias
| Nombre       | Chino (S/Chino tradicional) | pinyin       | Abreviación | Capital   | Chino         | pinyin    | Lista de divisiones administrativas |
| ------------ | --------------------------- | ------------ | ----------- | --------- | ------------- | --------- | ----------------------------------- |
| Heilongjiang | 黑龙江/黑龍江               | Hēilóngjiāng | 黑 hēi      | Harbin    | 哈尔滨/哈爾濱 | Hā'ěrbīn  | Divisiones a nivel comarcal         |
| Jilin        | 吉林                        | Jílín        | 吉 jí       | Changchun | 长春/長春     | Chángchūn | Divisiones a nivel comarcal         |
| Liaoning     | 辽宁/遼寧                   | Liáoníng     | 辽 liáo     | Shenyang  | 沈阳/瀋陽     | Shěnyáng  | Divisiones a nivel comarcal         |